# Iurie Colesnic
Iurie Colesnic (n. 12 august 1955, satul Dereneu, raionul Călărași) este un istoric literar, scriitor și politician din Republica Moldova.

## Biografie
Iurie Colesnic s-a născut la 12 august 1955 în satul Dereneu, raionul Călărași, într-o famile de învățători. Și-a făcut studiile medii în satul natal. În perioada 1973-1978 este student la Universitatea Tehnică din Moldova, Facultatea de Energetică. A fost membru ULCT (1969-1983).
Învățător de cultură fizică (1972-1973) în satul Buda, Călărași, referent la Societatea „Știința” din Chișinău din 1978, profesor de tehnologie specială la ȘTP10 din Chișinău (1980-1983), corector și redactor tehnic (1985- 1986), redactor-șef și director artistic la Studioul Animafilm (1986 - 1991), director al centrului Muzeografic M. Cogâlniceanu (1991- 1995), director al editurii „Universitas” (1991 - 1993), director al editurii enciclopedice G. Asachi (1993 - 1995), director al editurii „Museum” (din 1995), director al casei Cărții „Mitropolit Petru Movilă”.
Debutul literar are loc în 1977 în revista Nistru. Debutul editorial se produce în 1980, când apare culegerea de versuri pentru copii Puiul îndrăzneț.
Ca director al editurii „Museum” a desfășurat o activitate amplă de editare și reeditare a celor mai valoroase lucrări istorice și literare din patrimoniul cultural-artistic al Basarabiei. Printre mostre se află autori ca Zamfir Ralli-Arbore, Pantelimon Halippa, Leonid Donici (Dobronravov), memorii ale deținuților GULAG-ului ca Ștefan Pirogan, dicționare și volume memorialistice. Printre acestea pot fi menționate Dicționarul femeilor ilustre a Basarabiei, enciclopedia membrilor Sfatului Țării. Tot în calitate de director al editurii a publicat lucrări despre Universitatea Tehnică a Moldovei.
Semnează articole publicistice în diverse periodice din Republica Moldova, cum ar fi „Literatura și Arta”, „Natura”, „Alunelul”, „Florile Dalbe”, „Săptâmîna”, „Timpul” ș.a. Este cunoscut ca tele- și radio-publicist, participant al unor mese rotunde radio și televizate, abordând probleme de actualitate politică prin prisma istoriei Basarabiei.
În Biblioteca Congresului USA (Library of Congress.Online Catalog) sunt menționate câteva dintre scrierile lui Iurie Colesnic, între care:
- Iurie Colesnic (autor și coordonator), Literatura română: dicționar-antologie de istorie și teorie literară, Editura Museum, Chișinău 2000, 520 p.
- Iurie Colesnic, Arheologii interioare: versuri, Chișinău, Editura Hyperion, 1991
- Iurie Colesnic, Basarabia necunoscută, 10 vol. (1993-)

În Basarabia necunoscută, vol. 1, în Anexe este prezentat articolul lui Ștefan Ciobanu (fost membru al Academiei Române), intitulat Din istoria mișcării naționale din Basarabia, articol publicat în ziarul Basarabia. În Basarabia necunoscută, vol.2 autorul afirmă: "Basarabia nu este un mit. Este o realitate. Apărută pe hartă printr-un joc al istoriei, ea a dispărut printr-un concurs de împrejurări la fel de neașteptate."
Este membru al Uniunii Scriitorilor din Moldova din 1998.

## Premii și distincții
- Premiul Republican „Mihai Eminescu” al bibliofililor (1990)[10]
- Premiul Uniunii Scriitorilor din Moldova (1993)[10]
- Premiul Asociației Bibliofililor din Moldova (1994)[10]
- Premiul Salonului Național de Carte de la Iași (1997)[10]
- Premiul Uniunii Scriitorilor din Moldova (1997)[10]
- Premiul Salonului Național de Carte pentru Copii (1998)[10]
- Premiul Uniunii Scriitorilor din Moldova (2000)[10]
- Premiul Cartea Anului, Salonul Național de Carte, Chișinău (2002)[10]
- Premiul Uniunii Scriitorilor din Moldova (2005)[10]
- Premiul Național al Republicii Moldova pentru Literatură și Istorie (2018)[10]
- Medalia Sfântul Daniil (2000)[11][12]
- Medalia Dimitrie Cantimir (2010, AȘM)[13]
- Maestru al Literaturii (2010)[14]
- Membru corespondent al Academiei Internaționale de Cadre (Kiev, 2000)[2]
- Doctor „Honoris Cauza” al Universității Umaniste (Chișinău, 2000)[2][14]
- Ordinul de Onoare al Republicii Moldova (2016)[13][14][15]

## Operă

### Publicații
- „Basarabia necunoscută” (volumele 1 - 11), Chișinău
- Chișinău: enciclopedie
- Chișinăul de ieri și de azi = Кишинэу вчера и сегодня
- Chișinăul din amintire
- Chișinăul din inima noastră
- Chișinăul nostru și vraja neuitării
- Chișinăul și chișinăuienii
- Mii dor să vă spun: (eseuri)
- Pantelimon Halippa - apostolul Unirii
- Cu drag de Basarabia
- Chișinăul și Sfatul Țării
- Bibliologi, bibliofili și colecționari basarabeni : Ghid
- Alexandru Plămădeală și lecția de veșnicie
- Chișinăul nostru necunoscut
- Generația Unirii
- Geneza Teatrului Național din Chișinău : 1818-1960 : (O cronică)
- Istoria din pagină nouă
- În lumea asta sunt femei...
- Nebănuitul Chișinău = Неведомый Кишинев = Chisinau inattendu
- Sfatul Țării : enciclopedie

### Scenarii de film
Colesnic a fost autorul scenariilor următoarelor filme:
- Binecuvântare (1989)
- Stropul de ceară (1990)
- Buburuza (1991)
- Harap Alb (1991)
- Filozoful din Cubolta (1997)
- Copiii GULAG-ului (2010)